# Manuel Baquedano
Manuel Baquedano González (Santiago 1 januari 1823 - aldaar 30 september 1897) was een Chileens generaal die in 1891 voor enkele dagen waarnemend president van Chili was.

## Biografie

### Achtergrond, opleiding en vroege carrière
Hij was de zoon legerkapitein Fernando Baquedano Rodríguez (1796-1862), die tijdens de revolutie van 1851 een voorname rol speelde, en van Teresa González de Labra y Ros. Hij studeerde aan de school van priester Juan Romo en aan het Instituto Nacional. Tijdens zijn studie sloot hij vriendschap met de latere president Federico Errázuriz (1825-1877) en de dichter en schrijver Eusebio Lillo (1826-1910). In 1838 liep hij van huis weg en sloot zich aan bij het Chileens leger dat ten strijde trok tegen Peru. Hij nam deel aan verschillende veldslagen en werd in 1839, op zestienjarige leeftijd, bevorderd tot luitenant. Na de oorlog (1839) volgde hij een militaire opleiding en in 1845 werd hij bevorderd tot eerste luitenant en diende vervolgens als adjudant bij de grenadiers. In 1850 werd hij bevorderd tot kapitein.

### Revolutie van1851

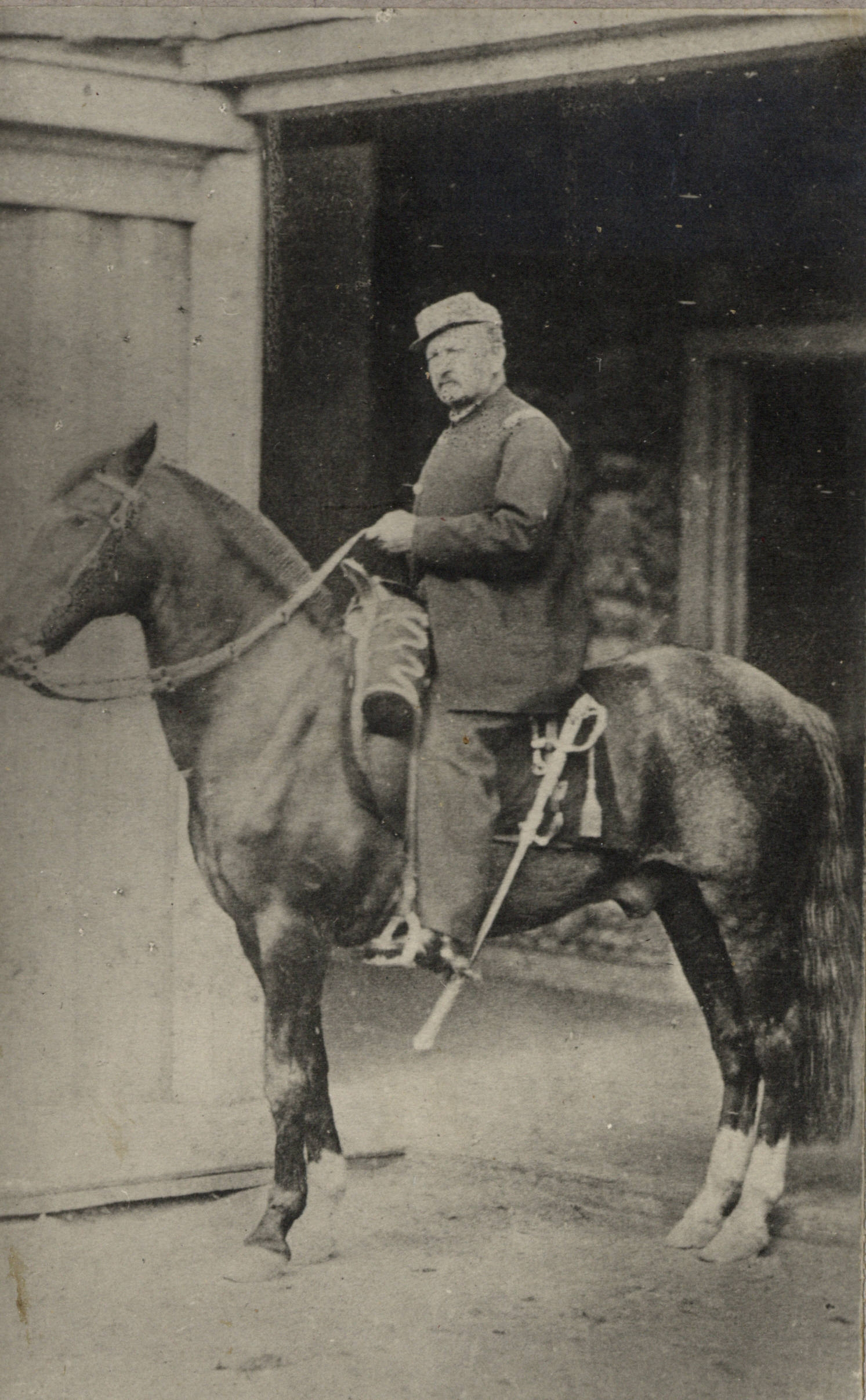
Foto uit 1881

Net als zijn vader speelde hij een belangrijke rol tijdens de revolutie van 1851 toen liberalen en federaal ingestelde conservatieven in opstand kwamen tegen de regering van de nieuwe president Manuel Montt. Anders dan zijn vader diende hij in het regeringsleger en vocht tegen het rebellenleger onder kolonel Pedro Urriola Balbontín, die op zijn beurt de liberaal Eusebio Lillo - de vriend van Baquedano - steunde. Baquedano werd benoemd tot chef van de staf van generaal Manuel Bulnes en nam met het regeringsleger deel aan de slag bij Loncomilla, die plaatsvond op 8 december 1851. De commandant van de rebellen was zijn eigen vader en ook zijn broer vocht tijdens de slag aan de zijde van de rebellen. Nadat de rebellen waren verslagen bezocht hij zijn vader, die tijdens de slag gewond was geraakt.
In januari 1852 werd Baquenado bevorderd tot sergeant-majoor van een speciale legereenheid die tot taak had de regering te beschermen. In het begin van 1854 verloor hij zijn post als stadscommandant van Angol toen niet helemaal duidelijk was wat zijn rol was tijdens een vermeende muiterij. Hij nam daarop ontslag en kocht een kleine hacienda in de buurt van Los Ángeles. De regering weigerde echter om zijn ontslag te aanvaarden en benoemde hem in maart 1855 tot stadscommandant in Valparaíso. Op zijn verzoek werd hij echter in april van dat jaar overgeplaatst naar Arauco, omdat dat dichter bij zijn hacienda was. Tussen 1855 en 1869 wijdde hij zich - naast zijn militaire taken - vooral aan zijn boerderij. Hij bleek een succesvol landbouwer en zijn bedrijf werd een succesvolle onderneming. Uiteindelijk wist hij zich een klein fortuin te vergaren. In 1866 verkreeg hij de rang van luitenant-kolonel.
In 1868 werd hij onder de wapenen geroepen om deel te nemen aan de onderdrukking van een opstand van inheemse stammen. In 1870, na de succesvolle onderdrukking van de opstand, werd hij bevorderd tot kolonel. In 1876 werd hij brigadegeneraal. Onder president Errázuriz (1871-1876) was hij inspecteur-generaal van de Nationale Garde.

### Salpeteroorlog

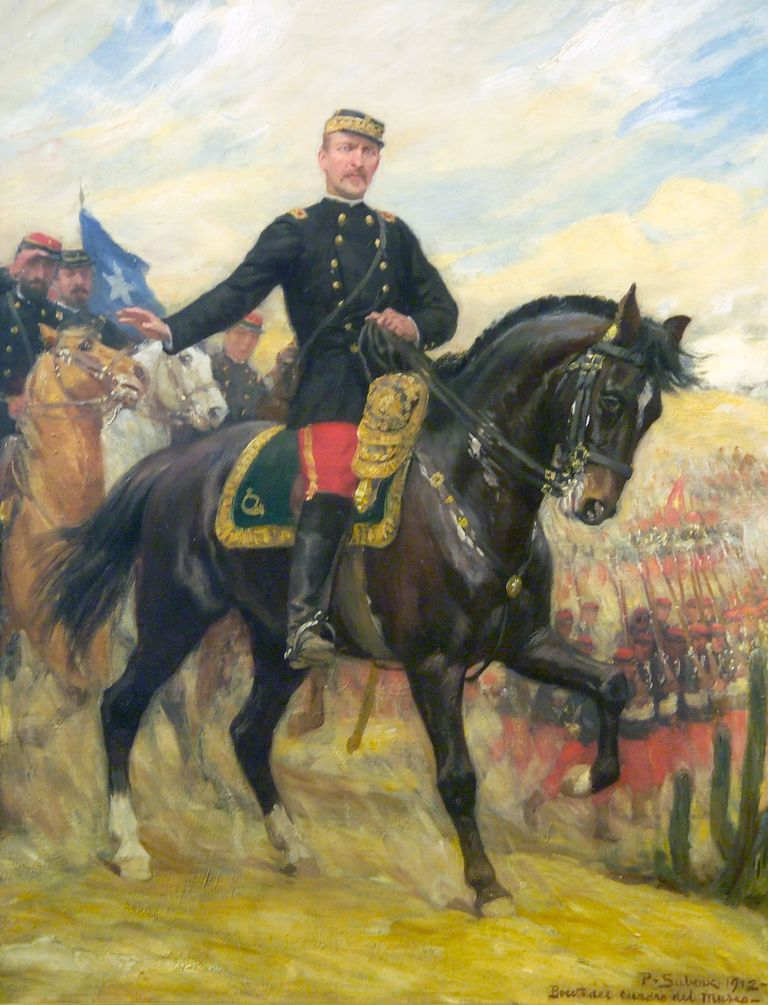
Generaal Manuel Baquedano

Tijdens de Salpeteroorlog (1879-1883) tegen Peru en Bolivia was Baquedano generaal der cavalerie. Hij nam deel aan drie grote militaire campagnes: in Tarapacá, Tacna en Arica en Lima en plande de Slag bij Los Ángeles. Na het ontslag van generaal Erasmo Escala werd Baquedano door de minister van Oorlog benoemd opperbevelhebber van het Chileense leger. Hij wist de orde het moraal onder de manschappen te verbeteren. In zijn nieuwe functie was hij betrokken bij de veldslagen te Chorrillos en Miraflores (januari 1881). Binnen een maand wist hij de Peruaanse hoofdstad Lima te veroveren. In maart werden hij en zijn mannen in Valparaíso onthaald als helden.
Als opperbevelhebber stond Baquedano bekend als zeer kundig maar ook zeer autoritair en koppig. Na de oorlog nam Baquedano ontslag uit de actieve militaire dienst. De regering nam een speciale wet aan om de generaal te voorzien van een ruim pensioen.

### Politieke carrière
Van 1882 tot 1894 was Baquedano senator. In die functie was hij lid van de Senaatscommissie die verantwoordelijk was voor de reorganisatie en modernisering van het Chileense leger. In 1889 zond president José Manuel Balmaceda hem als hoofd van een militaire missie naar Europa. In 1890 keerde hij naar Chili terug.
Tijdens de Chileense burgeroorlog van 1891 nam Baquedano een strikt neutrale houding aan. Na de nederlaag van de regeringstroepen droeg president Balmaceda op 29 augustus 1891 zijn bevoegdheden over aan Baquedano. Als waarnemend staatshoofd droeg hij op 31 augustus de macht over aan kapitein Jorge Montt, de bevelhebber van het rebellenleger.

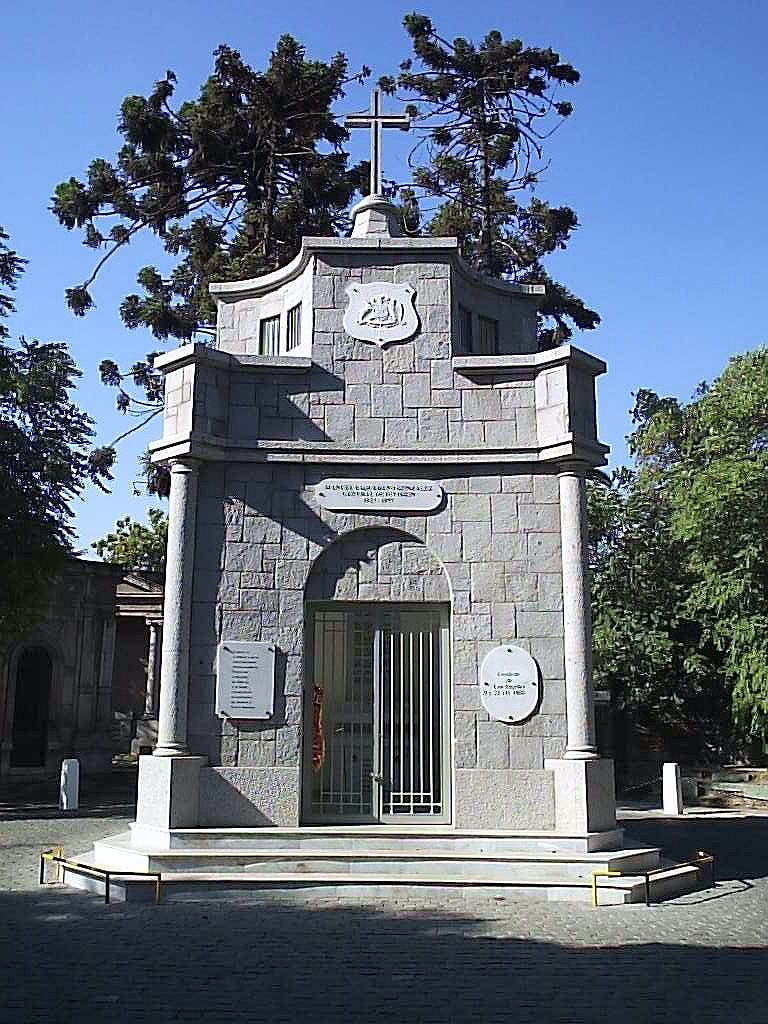
Graftombe van Manuel Baquedano op algemene begraafplaats van Santiago

Baquedano trok zich uit het openbare leven terug en overleed op 30 september 1897 op 74-jarige leeftijd in Santiago.

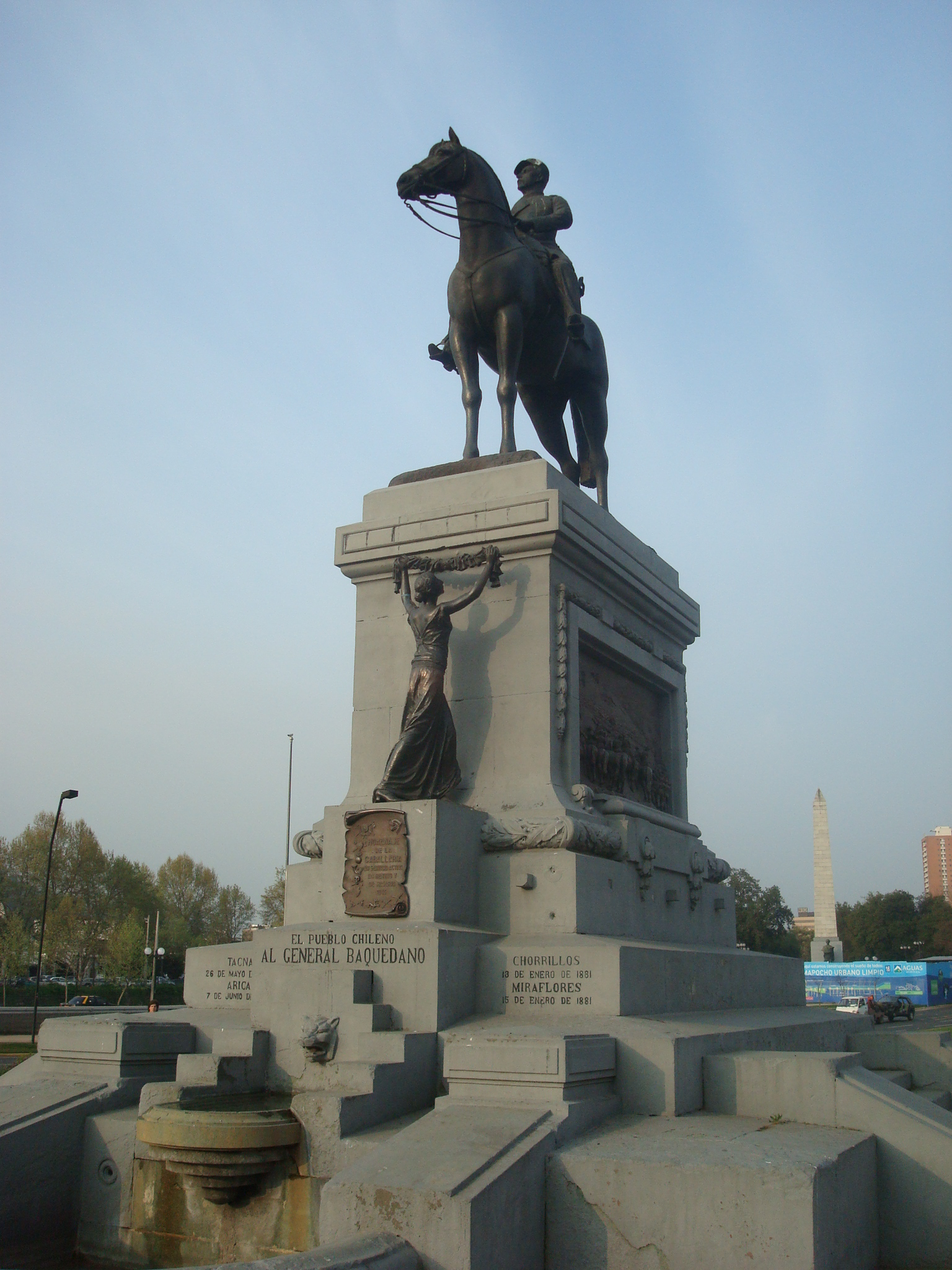
Standbeeld in Santiago